# Edificio Bencich
L'Edificio Bencich è uno storico palazzo eclettico di Buenos Aires in Argentina.

## Storia
Il completamento dell'edificio risale al 1927. Venne progettato da Eduardo Le Monnier, architetto francese formatosi alla prestigiosa Scuola nazionale superiore di arti decorative di Parigi, su incarico di Massimiliano e Michele Bencich, costruttori originari di Trieste. La collaborazione tra i fratelli Bencich e Le Monnier portò, sempre in quegli anni, alla realizzazione dell'omonimo palazzo sulla Diagonal Norte.
La poetessa Alfonsina Storni visse in un appartamento del palazzo, come ricorda una targa collocata vicino all'ingresso.

## Descrizione
L'edificio sorge all'angolo tra la Avenida Córdoba ed Esmeralda nel quartiere di Retiro.